# Нуцлео Солигон (Тревизо)
Нуцлео Солигон је насеље у Италији у округу Тревизо, региону Венето.
Према процени из 2011. у насељу је живело 16 становника. Насеље се налази на надморској висини од 11 м.